# Srnice Gornje
Srnice Gornje är en ort i Bosnien och Hercegovina.   Den ligger i entiteten Federationen Bosnien och Hercegovina, i den nordöstra delen av landet, 100 km norr om huvudstaden Sarajevo. Srnice Gornje ligger 207 meter över havet och antalet invånare är 933.
Terrängen runt Srnice Gornje är kuperad åt sydväst, men åt nordost är den platt. Runt Srnice Gornje är det ganska tätbefolkat, med 93 invånare per kvadratkilometer.. Närmaste större samhälle är Gračanica, 14,6 km sydväst om Srnice Gornje. 
Omgivningarna runt Srnice Gornje är en mosaik av jordbruksmark och naturlig växtlighet.